# 오리얼 반도체
오리얼 반도체(Aureal Semiconductor Inc.)는 A3D 및 Vortex(오디오 ASIC 계열)를 포함한 PC 사운드 카드 기술로 1990년대 중반에 가장 잘 알려진 미국의 일렉트로닉스 제조업체였다. 이 회사는 프로 오디오 스펙트럼 16(Pro Audio Spectrum 16)과 같은 멀티미디어 주변 장치를 개발 및 제조한 당시 파산한 미디어 비전 테크놀로지(Media Vision Technology)의 환생격 기업이었다.

## 기술 및 제품
자체 장치를 제작, 브랜드화 및 판매하는 크리에이티브와 같은 OEM 회사와 달리 오리얼은 팹리스 반도체 회사였다. 이는 최종 제품인 Aureal SuperQuad로 변경되었다. 오리얼은 자체 브랜드 제품에 대한 마케팅을 하지 않았다.

## 같이 보기
- 다이렉트사운드
- 돌비 애트모스
- 머리전달함수